# Marina Arrate
Marina Arrate Palma (Osorno, 14 de febrero de 1957) es una poeta chilena.

## Biografía
Marina Arrate estudió en la Universidad Católica, donde se tituló de psicóloga clínica, y más tarde obtuvo una maestría con mención en Literaturas Hispánicas en la Universidad de Concepción. Su tesis para este grado versó sobre la segunda novela de Diamela Eltit Por la Patria, convirtiéndose con ella en una de las primeras exégetas de la obra de esta escritora chilena.
Sus primeros poemas aparecieron en 1985 en la revista LAR (Concepción), de Omar Lara y su primer libro, Este lujo de ser, fue publicado al año siguiente. En 1987 participa como poeta invitada en el primer Congreso de Literatura Femenina Latinoamericana como representante de Concepción. De regreso en Santiago dirige talleres de poesía durante 10 años al término de los cuales crea el sello editorial Libros de la Elipse.
Ha escrito algunos artículos críticos sobre poesía escrita por mujeres en Chile y sobre la relación entre identidad femenina latinoamericana y escritura. Ha sido docente en varias Universidades entre ellas la Universidad Tecnológica Metropolitana y en el Centro de Género y Cultura de América Latina (CEGECAL) de la Universidad de Chile. Actualmente trabaja como psicóloga clínica de orientación psicoanalítica y dirige talleres de poesía en la Universidad de Concepción.
Ha obtenido varias becas de apoyo a su creación y ha sido invitada a numerosas lecturas de su poesía en Chile, Argentina, EE. UU., España y Finlandia. En 2003 su poemario Trapecio obtuvo el Premio Municipal de Literatura de Santiago, y recientemente su poemario Elogio del Odio ha vuelto a obtener el Premio Municipal de Literatura de Santiago el año 2022.
Su obra ha sido incluida en numerosas antologías de poesía chilena e hispanoamericana. Libros suyos han sido traducidos al finés, y ha sido traducida parcialmente al inglés y al francés.

## Características de su obra
Junto a la generación de poetas chilenas que emergen en la segunda década de la dictadura militar chilena, llamada la generación de los 80 —Eugenia Brito Astrosa, Carmen Berenguer, Elvira Hernández, Soledad Fariña— su poesía se caracteriza por la búsqueda incesante de un significante libertario tanto para el signo mujer dentro del sistema sexo-género, como para el signo palabra dentro del período de la dictadura y posteriormente dentro de las clasificaciones y taxonomías de la mascarada de las sociedades globalizadas y de mercado del tercer mundo.
Erotismo y muerte se tejen y destejen en el transcurso de su obra dibujando una tela plurivalente de vaivenes significantes, entre cuyo abanico no se descarta una oculta ironía ni menos aún, como señala Diana Bellesi, Mercedes Roffé y Pilar Errázuriz entre otros, la belleza de un canto suntuoso, metafísico y misterioso.

## Obras
- Este lujo de ser, Editorial LAR, Concepción, 1986.
- Máscara negra, LAR, Concepción, 1990.
- Tatuaje, LAR, Concepción, 1992.
- Uranio, LOM, Santiago, 1999.
- Trapecio, LOM, Santiago, 2002 (Premio Municipal de Literatura de Santiago 2003)
- El libro del componedor, Libros de la Elipse, Santiago, 2008.
- Carta a don Alonso de Ercilla y Zúñiga en Memoria poética. Reescrituras de la Araucana, Editorial Cuarto Propio, Santiago, 2010.
- Obra reunida, Cuarto Propio, Santiago, 2017.
- Elogio del odio, Garceta Ediciones, Santiago, 2021 (Premio Municipal de Literatura de Santiago 2022).

### Reediciones y traducciones
- Compilación de su obra publicada, Editorial Tierra Firme, Buenos Aires, 1996
- Saten, Pen Press, New York, 2009
- Musta naamio ja Kokoaja, edición de la traducción al finés, con la versión en español, de los poemarios Máscara negra y El libro del componedor, por Auli Leskinen, Suomen Madridin-instituutti, Madrid, 2014
- Máscara Negra, Ediciones Liliputienses, Extremadura, España, 2017
- Uranio, Editorial La Joyita Cartonera, Santiago, Chile, 2019

## Premios y reconocimientos
- Beca de Creación del Fondo Nacional de Desarrollo Cultural y las Artes (1995)
- Mención honrosa en el Premio Neruda de Poesía 1995 otorgado por la Fundación Neruda
- Beca de Creación del Fondo de Fomento del Libro y la Lectura (2001)
- Premio Municipal de Literatura de Santiago 2003, categoría Poesía, por Trapecio, Editorial LOM, Santiago, Chile, 2002
- Beca de Creación del Fondo de Fomento del Libro y la Lectura (2004)
- Primer premio (ex aequo) en el Primer Concurso Nacional de Poesía Pedro Lastra 2010 de la Municipalidad de Chillán Viejo por Tratado del nadador (publicado en  Obra reunida, Cuarto Propio, Santiago, 2017)
- Premio Municipal de Literatura de Santiago 2022, categoría Poesía, por Elogio del Odio, Garceta Ediciones, Santiago, Chile, 2021